# M & J
M & J är den franska sångerskan Vanessa Paradis debutalbum, utgivet 1988. M och J i titeln syftar på Marilyn Monroe och John F. Kennedy.

## Låtförteckning
Samtliga låtar är komponerade av Étienne Roda-Gil och Franck Langolff.
1. "Marilyn et John"  5:48
2. "Maxou"  3:50
3. "Le Bon Dieu est un marin"  4:28
4. "Mosquito"  4:21
5. "Soldat"  5:41
6. "Joe le taxi"  3:56
7. "Coupe coupe"  5:21
8. "Chat ananas"  3:47
9. "Scarabée"  6:25
10. "Marilyn & John" [English Version]  5:46

### Webbkällor
- ”Vanessa Paradis – M & J”. Discogs. http://www.discogs.com/Vanessa-Paradis-M-J-/release/622257. Läst 30 september 2014.